# 藤原式家
藤原式家（ふじわらしきけ）とは、右大臣藤原不比等の三男藤原宇合を祖とする家系。宇合が式部卿を兼ねたことから式家と称した。

## 概要
祖の宇合は長屋王の変の後参議に昇進し、他の兄弟たちと共に聖武朝で政権を主導したが、天平9年（737年）の天然痘蔓延により病没してしまう。さらに直後に大宰少弐に左遷された宇合の長男広嗣は天平12年（740年）九州にて反乱を起こしたが、敗死してしまった（藤原広嗣の乱）。この為孝謙 ～ 称徳朝にかけて、南家（豊成・仲麻呂）や北家（永手）の後塵を拝する時期がしばらく続いた。
広嗣の弟である良継や百川は称徳天皇の後継に光仁天皇を擁立することに成功し、道鏡・吉備真備に代わって政権の中枢に躍り出た。また、彼らはそれぞれ自分の娘（乙牟漏・旅子）を皇太子山部親王（のちの桓武天皇）の妃とし後宮政策も行った。彼ら兄弟はいずれも桓武天皇の即位を見ないまま亡くなったが、乙牟漏は皇后となり平城・嵯峨の両天皇を、旅子は淳和天皇を産み、平安初期の式家繁栄の礎を築いた。桓武朝では式家一族は重用され、宇合四男の田麻呂は右大臣ながら廟堂の首班を務め、三男清成の子である種継は長岡京造営の事業を一任されるなどした。
百川の子で桓武天皇の義弟（姉の旅子は天皇の女御）でもあった緒嗣もわずか29歳で参議に昇進すると、長岡京の後に建設された平安京造宮と蝦夷征伐の中止を進言し、平城朝においては観察使制度の設置等政治改革に積極的に取り組み、嵯峨朝を経て旅子を母とする淳和天皇が即位するとその外伯父として累進し、右大臣ついで左大臣に至った。
しかし、一方で良継の一人息子である託美の事故死による、平城・嵯峨両天皇の外戚である良継系の断絶があったことや、嵯峨朝になると、種継の子で平城天皇の尚侍として権勢を握った薬子とその兄仲成が反乱を企てて断罪された薬子の変の発生に加え、嵯峨天皇・檀林皇后の信頼を受けた北家の冬嗣の台頭により、嵯峨朝以降式家は徐々に北家に圧倒されていく。
さらに、冬嗣の息子である良房が嵯峨上皇の皇女源潔姫を降嫁されるなど、父同様上皇と皇太后に深く信任されたのに対し、緒嗣は長男の家緒に先立たれる等、式家はその後有力な人材を出すことができなかった。
それでも、緒嗣は冬嗣の死後、淳和・仁明朝において15年以上も台閣の首班の座を維持し、従兄弟甥にあたる吉野も地方官として治績を挙げ、中納言に昇進した。しかしながら、吉野は承和の変で失脚し、その直後には緒嗣が亡くなる等の条件も重なり、以後は式家が再び政治の中枢に立つことはなくなった。
その後は、藤原純友の乱を平定した忠文や、阿衡事件に関与した佐世等を輩出したものの、平安時代中期以降は儒学によって立身する家系として数家がしばらく血統を保つのみとなる。鎌倉時代には縄主系である長倫(縄主より11代目の子孫）が貞元1年(1232年）に従三位に叙せられ、忠文以来式家では285年ぶりの公卿が出た。その後も息子である光兼・基長がそれぞれ寛元4年(1246年）・弘安6年(1283年）にそれぞれ公卿(従三位）となっている。基長の系統は公卿に叙せられたのは彼1代限りであったが、光兼の系統はその後も兼倫、家倫、敦継(兼倫猶子）と公卿輩出が続き、特に兼倫は緒嗣以来である正二位まで進んだ。しかし、家倫の子である兼俊が応安6年(1373年）に従三位となり、明徳元年(1390年）に死去したのを最後に式家の公卿輩出は途絶え、式家は堂上家等を残すこともないまま完全に歴史の表舞台から姿を消すこととなる。ただし、摂津渡辺党の一つである遠藤氏や大和国の土豪である井戸氏は式家の後裔を称した。

## 一族
- 藤原宇合 - 藤原不比等の三男。式家創立者。
- 藤原広嗣 - 宇合の長男。北九州で挙兵する（藤原広嗣の乱）も敗死。
- 藤原良継 - 宇合の次男。内大臣。藤原仲麻呂の乱鎮定に功あり。
- 藤原清成 - 宇合の三男。
- 藤原田麻呂 - 宇合の四男。右大臣。
- 藤原綱手 - 宇合の五男。兄広嗣とともに敗死。
- 藤原百川 - 宇合の八男。光仁朝の権臣。
- 藤原蔵下麻呂 - 宇合の九男。藤原仲麻呂の乱鎮定に功あり。
- 藤原乙牟漏 - 良継の娘。桓武天皇皇后｡平城天皇・嵯峨天皇の母。
- 藤原種継 - 清成の長男。長岡京造宮使となるも暗殺される。
- 藤原仲成 - 種継の次男。「薬子の変」で敗死。
- 藤原薬子 - 種継の娘。平城天皇の寵妃。「薬子の変」の中心人物。
- 藤原緒嗣 - 百川の長男。左大臣。
- 藤原旅子 - 百川の娘。桓武天皇夫人。淳和天皇の母。
- 藤原帯子 - 百川の娘。贈平城天皇皇后。
- 藤原縄主 - 蔵下麻呂の子。薬子の夫。
- 藤原吉野 - 蔵下麻呂の孫。承和の変で失脚。
- 藤原元利万侶 - 種継の孫。新羅と通謀したとして追捕される。
- 藤原佐世 - 種継の曾孫。儒学者。阿衡事件で著名。
- 藤原忠文 - 緒嗣の曾孫。征東大将軍。
- 藤原仲文 - 蔵下麻呂の末裔。歌人。
- 頼豪 - 清成末裔の天台宗の僧。怨霊伝説で知られる。
- 藤原明衡 - 蔵下麻呂の末裔。儒学者、漢詩人。『本朝文粋』編者。『明衡往来』『新猿楽記』の作者。
- 藤原敦基 - 明衡の子。儒学者、漢詩人。
- 藤原敦光 - 明衡の子。儒学者、漢詩人。
- 明暹 - 明衡の子。笛の名手。